# Glen Johnson
Glen McLeod Cooper Johnson (Londra, 23 agosto 1984) è un ex calciatore inglese, di ruolo difensore.

## Carriera

### Club
Iniziò la carriera nel West Ham Utd, prima di passare al Chelsea e dopo al Liverpool, con una parentesi al Portsmouth. Prima di concludere la carriera ha giocato nello Stoke City.

### Nazionale
Ha giocato nella nazionale inglese Under-21.
Con la nazionale inglese ha debuttato in amichevole contro la Danimarca il 16 novembre 2003, successivamente è stato convocato per i campionati mondiali (2010 e 2014) e per il campionato europeo (2012).
Nell'ottobre 2016, viene convocato in nazionale dopo più di due anni dall'ultima apparizione.

## Statistiche

### Presenze e reti nei club
| Stagione          | Squadra           | Campionato        | Campionato | Campionato | Coppe nazionali | Coppe nazionali | Coppe nazionali | Coppe continentali | Coppe continentali | Coppe continentali | Altre coppe | Altre coppe | Altre coppe | Totale | Totale |
| Stagione          | Squadra           | Comp              | Pres       | Reti       | Comp            | Pres            | Reti            | Comp               | Pres               | Reti               | Comp        | Pres        | Reti        | Pres   | Reti   |
| ----------------- | ----------------- | ----------------- | ---------- | ---------- | --------------- | --------------- | --------------- | ------------------ | ------------------ | ------------------ | ----------- | ----------- | ----------- | ------ | ------ |
| ott.-dic. 2002    | Millwall          | FLC               | 8          | 0          | FACup+CdL       | 0               | 0               | -                  | -                  | -                  | -           | -           | -           | 8      | 0      |
| gen.-giu. 2003    | West Ham          | PL                | 15         | 0          | FACup+CdL       | 1+0             | 0               | -                  | -                  | -                  | -           | -           | -           | 16     | 0      |
| 2003-2004         | Chelsea           | PL                | 19         | 3          | FACup+CdL       | 1+3             | 0               | UCL                | 9                  | 1                  | -           | -           | -           | 32     | 4      |
| 2004-2005         | Chelsea           | PL                | 16         | 0          | FACup+CdL       | 3+3             | 0               | UCL                | 6                  | 0                  | -           | -           | -           | 28     | 0      |
| 2005-2006         | Chelsea           | PL                | 4          | 0          | FACup+CdL       | 4+0             | 0               | UCL                | 0                  | 0                  | CS          | 0           | 0           | 8      | 0      |
| 2006-2007         | Portsmouth        | PL                | 26         | 0          | FACup+CdL       | 2+0             | 0               | -                  | -                  | -                  | -           | -           | -           | 28     | 0      |
| ago. 2007         | Chelsea           | PL                | 2          | 0          | FACup+CdL       | -               | -               | UCL                | -                  | -                  | CS          | 1           | 0           | 3      | 0      |
| Totale Chelsea    | Totale Chelsea    | Totale Chelsea    | 41         | 3          |                 | 14              | 0               |                    | 15                 | 1                  |             | 1           | 0           | 71     | 4      |
| 2007-2008         | Portsmouth        | PL                | 29         | 1          | FACup+CdL       | 6+1             | 0               | -                  | -                  | -                  | -           | -           | -           | 36     | 1      |
| 2008-2009         | Portsmouth        | PL                | 29         | 3          | FACup+CdL       | 1+1             | 0               | CU                 | 4                  | 0                  | CS          | 1           | 0           | 36     | 3      |
| Totale Portsmouth | Totale Portsmouth | Totale Portsmouth | 84         | 4          |                 | 11              | 0               |                    | 4                  | 0                  |             | 1           | 0           | 100    | 4      |
| 2009-2010         | Liverpool         | PL                | 25         | 3          | FACup+CdL       | 0+1             | 0               | UCL+UEL            | 3+6                | 0                  | -           | -           | -           | 35     | 3      |
| 2010-2011         | Liverpool         | PL                | 28         | 2          | FACup+CdL       | 0               | 0               | UEL                | 7                  | 0                  | -           | -           | -           | 35     | 2      |
| 2011-2012         | Liverpool         | PL                | 23         | 1          | FACup+CdL       | 3+3             | 0               | -                  | -                  | -                  | -           | -           | -           | 29     | 1      |
| 2012-2013         | Liverpool         | PL                | 36         | 1          | FACup+CdL       | 0               | 0               | UEL                | 7                  | 1                  | -           | -           | -           | 43     | 2      |
| 2013-2014         | Liverpool         | PL                | 29         | 0          | FACup+CdL       | 0+1             | 0               | -                  | -                  | -                  | -           | -           | -           | 30     | 0      |
| 2014-2015         | Liverpool         | PL                | 19         | 1          | FACup+CdL       | 4+2             | 0               | UCL+UEL            | 3+0                | 0                  | -           | -           | -           | 28     | 1      |
| Totale Liverpool  | Totale Liverpool  | Totale Liverpool  | 160        | 8          |                 | 14              | 0               |                    | 26                 | 1                  |             | -           | -           | 200    | 9      |
| 2015-2016         | Stoke City        | PL                | 25         | 0          | FACup+CdL       | 1+3             | 0               | -                  | -                  | -                  | -           | -           | -           | 29     | 0      |
| 2016-2017         | Stoke City        | PL                | 23         | 0          | FACup+CdL       | 1+1             | 0               | -                  | -                  | -                  | -           | -           | -           | 25     | 0      |
| 2017-2018         | Stoke City        | PL                | 9          | 0          | FACup+CdL       | 0+1             | 0               | -                  | -                  | -                  | -           | -           | -           | 10     | 0      |
| Totale Stoke City | Totale Stoke City | Totale Stoke City | 57         | 0          |                 | 7               | 0               |                    | -                  | -                  |             | -           | -           | 64     | 0      |
| Totale carriera   | Totale carriera   | Totale carriera   | 365        | 15         |                 | 46              | 0               |                    | 45                 | 2                  |             | 2           | 0           | 459    | 17     |

### Cronologia presenze e reti in nazionale
| Cronologia completa delle presenze e delle reti in nazionale ― Inghilterra | Cronologia completa delle presenze e delle reti in nazionale ― Inghilterra | Cronologia completa delle presenze e delle reti in nazionale ― Inghilterra | Cronologia completa delle presenze e delle reti in nazionale ― Inghilterra | Cronologia completa delle presenze e delle reti in nazionale ― Inghilterra | Cronologia completa delle presenze e delle reti in nazionale ― Inghilterra | Cronologia completa delle presenze e delle reti in nazionale ― Inghilterra | Cronologia completa delle presenze e delle reti in nazionale ― Inghilterra |
| Data                                                                       | Città                                                                      | In casa                                                                    | Risultato                                                                  | Ospiti                                                                     | Competizione                                                               | Reti                                                                       | Note                                                                       |
| -------------------------------------------------------------------------- | -------------------------------------------------------------------------- | -------------------------------------------------------------------------- | -------------------------------------------------------------------------- | -------------------------------------------------------------------------- | -------------------------------------------------------------------------- | -------------------------------------------------------------------------- | -------------------------------------------------------------------------- |
| 16-11-2003                                                                 | Manchester                                                                 | Inghilterra                                                                | 2 – 3                                                                      | Danimarca                                                                  | Amichevole                                                                 | -                                                                          | 16’                                                                        |
| 18-8-2004                                                                  | Newcastle upon Tyne                                                        | Inghilterra                                                                | 3 – 0                                                                      | Ucraina                                                                    | Amichevole                                                                 | -                                                                          | 46’                                                                        |
| 28-5-2005                                                                  | East Rutherford                                                            | Stati Uniti                                                                | 1 – 2                                                                      | Inghilterra                                                                | Amichevole                                                                 | -                                                                          |                                                                            |
| 31-5-2005                                                                  | East Rutherford                                                            | Inghilterra                                                                | 3 – 2                                                                      | Colombia                                                                   | Amichevole                                                                 | -                                                                          |                                                                            |
| 17-8-2005                                                                  | Copenaghen                                                                 | Danimarca                                                                  | 4 – 1                                                                      | Inghilterra                                                                | Amichevole                                                                 | -                                                                          | 46’ 80’                                                                    |
| 26-3-2008                                                                  | Saint-Denis                                                                | Francia                                                                    | 1 – 0                                                                      | Inghilterra                                                                | Amichevole                                                                 | -                                                                          | 63’                                                                        |
| 28-5-2008                                                                  | Londra                                                                     | Inghilterra                                                                | 2 – 0                                                                      | Stati Uniti                                                                | Amichevole                                                                 | -                                                                          | 57’                                                                        |
| 1-6-2008                                                                   | Port of Spain                                                              | Trinidad e Tobago                                                          | 0 – 3                                                                      | Inghilterra                                                                | Amichevole                                                                 | -                                                                          |                                                                            |
| 6-9-2008                                                                   | Barcellona                                                                 | Andorra                                                                    | 0 – 2                                                                      | Inghilterra                                                                | Qual. Mondiali 2010                                                        | -                                                                          |                                                                            |
| 19-11-2008                                                                 | Berlino                                                                    | Germania                                                                   | 1 – 2                                                                      | Inghilterra                                                                | Amichevole                                                                 | -                                                                          |                                                                            |
| 11-2-2009                                                                  | Siviglia                                                                   | Spagna                                                                     | 2 – 0                                                                      | Inghilterra                                                                | Amichevole                                                                 | -                                                                          |                                                                            |
| 28-3-2009                                                                  | Londra                                                                     | Inghilterra                                                                | 4 – 0                                                                      | Slovacchia                                                                 | Amichevole                                                                 | -                                                                          |                                                                            |
| 1-4-2009                                                                   | Londra                                                                     | Inghilterra                                                                | 2 – 1                                                                      | Ucraina                                                                    | Qual. Mondiali 2010                                                        | -                                                                          | 73’                                                                        |
| 6-6-2009                                                                   | Almaty                                                                     | Kazakistan                                                                 | 0 – 4                                                                      | Inghilterra                                                                | Qual. Mondiali 2010                                                        | -                                                                          | 75’                                                                        |
| 10-6-2009                                                                  | Londra                                                                     | Inghilterra                                                                | 6 – 0                                                                      | Andorra                                                                    | Qual. Mondiali 2010                                                        | -                                                                          |                                                                            |
| 12-8-2009                                                                  | Amsterdam                                                                  | Paesi Bassi                                                                | 2 – 2                                                                      | Inghilterra                                                                | Amichevole                                                                 | -                                                                          |                                                                            |
| 5-9-2009                                                                   | Londra                                                                     | Inghilterra                                                                | 2 – 1                                                                      | Slovenia                                                                   | Amichevole                                                                 | -                                                                          |                                                                            |
| 9-9-2009                                                                   | Londra                                                                     | Inghilterra                                                                | 5 – 1                                                                      | Croazia                                                                    | Qual. Mondiali 2010                                                        | -                                                                          |                                                                            |
| 10-10-2009                                                                 | Dnipropetrovs'k                                                            | Ucraina                                                                    | 1 – 0                                                                      | Inghilterra                                                                | Qual. Mondiali 2010                                                        | -                                                                          |                                                                            |
| 14-10-2009                                                                 | Londra                                                                     | Inghilterra                                                                | 3 – 0                                                                      | Bielorussia                                                                | Qual. Mondiali 2010                                                        | -                                                                          |                                                                            |
| 24-5-2010                                                                  | Londra                                                                     | Inghilterra                                                                | 3 – 1                                                                      | Messico                                                                    | Amichevole                                                                 | 1                                                                          |                                                                            |
| 30-5-2010                                                                  | Graz                                                                       | Inghilterra                                                                | 2 – 1                                                                      | Giappone                                                                   | Amichevole                                                                 | -                                                                          | 46’                                                                        |
| 12-6-2010                                                                  | Rustenburg                                                                 | Stati Uniti                                                                | 1 – 1                                                                      | Inghilterra                                                                | Mondiali 2010 - 1º turno                                                   | -                                                                          |                                                                            |
| 18-6-2010                                                                  | Città del Capo                                                             | Algeria                                                                    | 0 – 0                                                                      | Inghilterra                                                                | Mondiali 2010 - 1º turno                                                   | -                                                                          |                                                                            |
| 23-6-2010                                                                  | Port Elizabeth                                                             | Slovenia                                                                   | 0 – 1                                                                      | Inghilterra                                                                | Mondiali 2010 - 1º turno                                                   | -                                                                          | 48’                                                                        |
| 27-6-2010                                                                  | Bloemfontein                                                               | Germania                                                                   | 4 – 1                                                                      | Inghilterra                                                                | Mondiali 2010 - Ottavi di finale                                           | -                                                                          | 82’ 87’                                                                    |
| 11-8-2010                                                                  | Londra                                                                     | Inghilterra                                                                | 2 – 1                                                                      | Ungheria                                                                   | Amichevole                                                                 | -                                                                          |                                                                            |
| 3-9-2010                                                                   | Londra                                                                     | Inghilterra                                                                | 4 – 0                                                                      | Bulgaria                                                                   | Qual. Euro 2012                                                            | -                                                                          |                                                                            |
| 7-9-2010                                                                   | Basilea                                                                    | Svizzera                                                                   | 1 – 3                                                                      | Inghilterra                                                                | Qual. Euro 2012                                                            | -                                                                          |                                                                            |
| 12-10-2010                                                                 | Londra                                                                     | Inghilterra                                                                | 0 – 0                                                                      | Montenegro                                                                 | Qual. Euro 2012                                                            | -                                                                          |                                                                            |
| 9-2-2011                                                                   | Copenaghen                                                                 | Danimarca                                                                  | 1 – 2                                                                      | Inghilterra                                                                | Amichevole                                                                 | -                                                                          |                                                                            |
| 26-3-2011                                                                  | Cardiff                                                                    | Galles                                                                     | 0 – 2                                                                      | Inghilterra                                                                | Qual. Euro 2012                                                            | -                                                                          | 84’                                                                        |
| 29-3-2011                                                                  | Londra                                                                     | Inghilterra                                                                | 1 – 1                                                                      | Ghana                                                                      | Amichevole                                                                 | -                                                                          | 46’                                                                        |
| 4-6-2011                                                                   | Londra                                                                     | Inghilterra                                                                | 2 – 2                                                                      | Svizzera                                                                   | Qual. Euro 2012                                                            | -                                                                          |                                                                            |
| 12-11-2011                                                                 | Londra                                                                     | Inghilterra                                                                | 1 – 0                                                                      | Spagna                                                                     | Amichevole                                                                 | -                                                                          |                                                                            |
| 2-6-2012                                                                   | Londra                                                                     | Inghilterra                                                                | 1 – 0                                                                      | Belgio                                                                     | Amichevole                                                                 | -                                                                          |                                                                            |
| 11-6-2012                                                                  | Donec'k                                                                    | Francia                                                                    | 1 – 1                                                                      | Inghilterra                                                                | Euro 2012 - 1º turno                                                       | -                                                                          |                                                                            |
| 15-6-2012                                                                  | Kiev                                                                       | Svezia                                                                     | 2 – 3                                                                      | Inghilterra                                                                | Euro 2012 - 1º turno                                                       | -                                                                          |                                                                            |
| 19-6-2012                                                                  | Donec'k                                                                    | Inghilterra                                                                | 1 – 0                                                                      | Ucraina                                                                    | Euro 2012 - 1º turno                                                       | -                                                                          |                                                                            |
| 24-6-2012                                                                  | Kiev                                                                       | Inghilterra                                                                | 0 – 0 dts (2 - 4 dtr)                                                      | Italia                                                                     | Euro 2012 - Quarti di finale                                               | -                                                                          |                                                                            |
| 7-9-2012                                                                   | Chișinău                                                                   | Moldavia                                                                   | 0 – 5                                                                      | Inghilterra                                                                | Qual. Mondiali 2014                                                        | -                                                                          | 5’                                                                         |
| 11-9-2012                                                                  | Londra                                                                     | Inghilterra                                                                | 1 – 1                                                                      | Ucraina                                                                    | Qual. Mondiali 2014                                                        | -                                                                          | 90+3’                                                                      |
| 17-10-2012                                                                 | Varsavia                                                                   | Polonia                                                                    | 1 – 1                                                                      | Inghilterra                                                                | Qual. Mondiali 2014                                                        | -                                                                          |                                                                            |
| 14-11-2012                                                                 | Solna                                                                      | Svezia                                                                     | 4 – 2                                                                      | Inghilterra                                                                | Amichevole                                                                 | -                                                                          | 74’                                                                        |
| 6-2-2013                                                                   | Londra                                                                     | Inghilterra                                                                | 2 – 1                                                                      | Brasile                                                                    | Amichevole                                                                 | -                                                                          |                                                                            |
| 26-3-2013                                                                  | Podgorica                                                                  | Montenegro                                                                 | 1 – 1                                                                      | Inghilterra                                                                | Qual. Mondiali 2014                                                        | -                                                                          | 30’                                                                        |
| 29-5-2013                                                                  | Londra                                                                     | Inghilterra                                                                | 1 – 1                                                                      | Irlanda                                                                    | Amichevole                                                                 | -                                                                          | 46’                                                                        |
| 2-6-2013                                                                   | Rio de Janeiro                                                             | Brasile                                                                    | 2 – 2                                                                      | Inghilterra                                                                | Amichevole                                                                 | -                                                                          | 62’                                                                        |
| 15-11-2013                                                                 | Londra                                                                     | Inghilterra                                                                | 0 – 2                                                                      | Cile                                                                       | Amichevole                                                                 | -                                                                          |                                                                            |
| 5-3-2014                                                                   | Londra                                                                     | Inghilterra                                                                | 1 – 0                                                                      | Danimarca                                                                  | Amichevole                                                                 | -                                                                          |                                                                            |
| 30-5-2014                                                                  | Londra                                                                     | Inghilterra                                                                | 3 – 0                                                                      | Perù                                                                       | Amichevole                                                                 | -                                                                          |                                                                            |
| 7-6-2014                                                                   | Miami Gardens                                                              | Inghilterra                                                                | 0 – 0                                                                      | Honduras                                                                   | Amichevole                                                                 | -                                                                          |                                                                            |
| 14-6-2014                                                                  | Manaus                                                                     | Inghilterra                                                                | 1 – 2                                                                      | Italia                                                                     | Mondiali 2014 - 1º turno                                                   | -                                                                          |                                                                            |
| 19-6-2014                                                                  | San Paolo                                                                  | Uruguay                                                                    | 2 – 1                                                                      | Inghilterra                                                                | Mondiali 2014 - 1º turno                                                   | -                                                                          |                                                                            |
| Totale                                                                     |                                                                            | Presenze                                                                   | 54                                                                         |                                                                            | Reti                                                                       | 1                                                                          |                                                                            |

## Palmarès

### Club
- Coppa di Lega inglese: 2

Chelsea: 2004-2005
Liverpool: 2011-2012
- Campionato inglese: 2

Chelsea: 2004-2005; 2005-2006
- Coppa d'Inghilterra: 1

Portsmouth: 2007-2008